# Tokchon
Tokchon (Hangeul : 덕천시 , McCune-Reischauer: Tŏkch'ŏn) es una ciudad ubicada en el norte de la provincia de P'yŏngan del Sur, Corea del Norte.  

## Geografía física
La ciudad abarca una extensión de 692 km²  y está ubicada en una zona montañosa, frondosa, pluviosa y fría en invierno, rodeada por el norte de las montañas Myohyang. Al este, la población se encuentra la central hidroeléctrica Taedong, que usa las aguas del embalse de Kumsong como fuente de energía. El lago fue creado en 1982 inundando antiguas zonas de la ciudad para tal fin. El caudal de la presa alimenta el Taedong, uno de los ríos más importantes del país.
La temperatura presenta unas estaciones fuertemente marcadas; mientras en los meses de verano alcanzan temperaturas cálidas, en invierno el termómetro baja en picado a niveles de hasta por debajo del nivel de congelación.

## Historia
Los primeros indicios de población de la zona datan del 947-1001. Al inicio, se trataba de un pequeño pueblo de difícil acceso y mal comunicado. El descubrimiento de ricas vetas de carbón llevó a crear una importante industria minera que hizo crecer notablemente el pueblo. Con la minería, además de la llegada de más mano de obra, también llegaron las mejoras de las conexiones, tanto por carretera como, especialmente, la infraestructura ferroviaria en 1939, bajo Ocupación japonesa de Corea. Durante la ocupación japonesa, el pueblo pasó a llamarse Tokugawa.
Años más tarde, en plena Guerra de Corea, la ciudad fue uno de los puntos clave de la Batalla del río Ch'ongch'on.
La modernización de las infraestructuras y el gran crecimiento que sufrió hasta convertirse en una gran ciudad de más de 200.000 habitantes, fue la inauguración de la fábrica de vehículos más antigua del país, Sungri Motors, que en pocos años y gracias al impulso del estado y a la nula competencia, supuso un gran impulso local demográfico y económico.
En 2017, durante unos ejercicios militares con fuego real, un misil balístico Hwasong-12 lanzado desde una zona cercana, tuvo problemas y terminó cayendo sobre una parte industrial a la periferia de Tokchun tal y como se pudo observar en imágenes vía satélite, causando cuantiosos daños estructurales, pero desconociéndose el balance de posibles víctimas o heridos que tal incidente pudo causar.

## Política
Tokchon forma parte de la circunscripción electoral número 174, siendo desde 2014 Kim Chul Ung el representante de Tokchon en la Asamblea Suprema del Pueblo.

### Últimos representantes
- 11.ª Legislatura (2003-2009): Chang Ung (Hangeul : 장 웅).
- 12.ª Legislatura (2009-2014): Cho Won Thaek (Hangeul : 조원택).
- 13.ª Legislatura (2014-2019): Kim Chul Ung (Hangeul : 김철웅).

## Economía
Al principio, la principal fuente de ingresos era la minería, especialmente, la extracción de carbón. Desde principios de la década de 1960, la economía fue girando en torno a la gran fábrica de automóviles Sungri Motors, que poco a poco, fue aumentando su tamaño hasta alcanzar los 250.000 km² y dando trabajo a unas 20.000 personas. También posee industria textil y alimentaria, si bien en menor escala. 

## Transportes
La ciudad cuenta con conexión de tren mediante la línea Pyongdok desde 1939, año que llegó por primera vez el tren a la población con el objetivo de transportar el carbón que se extraía de sus montañas. La línea está operada por Ferrocarriles Estatales de Corea, parando en la única estación de la ciudad, Deokcheon.  